# رود بينسون
رود بينسون (بالإنجليزية: Rod Benson)‏ مواليد 10 أكتوبر 1984 في فيرفيلد، هو لاعب كرة سلة أمريكي. بدأ مسيرته الاحترافية في سنة 2006. يحمل الرقم 2. يبلغ طوله 6 قدم 10 بوصة (2.1 م).

## المسيرة الاحترافية
لعب مع نانسي باسكت في الدوري الفرنسي في سنة 2008، ثم لعب مع أتلتيكوس دي سان جرمان في سنة 2010، ثم لعب مع أولسان موبيس فوبوس في موسم 2013–2014.

## روابط خارجية
- رود بينسون على موقع دوري السوبر التايواني لكرة السلة (الصينية)
- رود بينسون على موقع كرة السلة الأوروبية.كوم (الإنجليزية)
- رود بينسون على موقع كلية كرة السلة في سبورتس رفرنس.كوم (الإنجليزية)
- رود بينسون على موقع ريلجم (الإنجليزية)
- رود بينسون على موقع بروبوليرز (الإنجليزية)
- رود بينسون على موقع سبورتس رفرنس (الإنجليزية)
- رود بينسون على موقع سبورتس رفرنس (الإنجليزية)